# Phytomyza hasegawai
Phytomyza hasegawai este o specie de muște din genul Phytomyza, familia Agromyzidae, descrisă de Mitsuhiro Sasakawa în anul 1981. Conform Catalogue of Life specia Phytomyza hasegawai nu are subspecii cunoscute.